# Вишневская, Анастасия Леонидовна
Анастаси́я Леони́довна Вишне́вская (род. 23 февраля 1990, Емельяново) — российская актриса мюзиклов и певица, лауреат международных и всероссийских конкурсов, ведущая статусных торжеств и церемоний.

## Биография

### Ранние годы
Анастасия Козлова родилась 23 февраля 1990 года в поселке Емельяново Красноярского края. Мама работает в культуре, отец — держит бизнес. В 2006 окончила школу №3 в Емельяново. В 2011 году с отличием и с красным дипломом окончила Сибирский Федеральный Университет, факультет искусствоведения и культурологии по специальности «Реклама», факультет института филологии и языковой коммуникации по специальности «Переводчик в сфере профессиональной коммуникации», и в 2020 году — с отличием Институт современного искусства в Москве, факультет «Эстрадно-джазовый вокал» по специальности «Актриса мюзикла». В 2019 году занималась вокалом у Лилии Федоровой в продюсерском центре Игоря Сандлера для развития в области мюзикла. Пишет песни, катается на сноуборде, самостоятельно монтирует видеоклипы, производит студийные записи и сведение.
Свою творческую деятельность начала в 5 лет, занявшись народным пением сольно у Владимира Михайловича Дудинского в родном селе Шуваево у дедушки и бабушки, в Доме Культуры. В 6 лет стала победителем Всероссийского конкурса «Орлята России» в Туапсе. В 9 лет после победы на Краевом телевизионном конкурсе «Волшебный микрофон» была приглашена в одноимённый детский центр в Красноярске, в этой студии у Марины Николаевны Григорьевой, Ирины Цой и Нины Андреевны Солдатовой начала заниматься эстрадным вокалом, хореографией, гитарой и актёрским мастерством, получила опыт съемок в телевизионных программах, снимала клипы, записывала сольные альбомы, выступала в оперном театре, на инаугурации губернатора, находилась в топе детей-артистов. Окончила в 2003 году. С 1999 года гастролировала и участвовала в многочисленных конкурсах, фестивалях, всероссийского и международного уровня во многих городах России (победитель и лауреат конкурсов: «14/35 Поколение NEXT», открытый фестиваль патриотической песни «Поёт Россия», международный конкурс-фестиваль эстрадного искусства «Ялта-Красноярск-Транзит», «Россия молодая» — (Красноярск), межрегиональный конкурс «Алмазные грани» (Екатеринбург), всероссийский открытый телевизионный конкурс «Золотой Петушок» (Нижний Тагил), международный фестиваль искусств «Кинотаврик» (Сочи), Международный конкурс «Радуга» (Одесса), международный фестиваль-конкурс «Роза Ветров» (Москва), краевой конкурс-фестиваль художественного творчества, посвящённый 160-летию художника В. И. Сурикова и других) и зарубежья, познакомившись со всеми вокалистами и, получив практику ведения концертов, презентаций, праздничных событий. С 13-14 лет ведёт крупные мероприятия, яркий представитель края, работала педагогом в ДМЦ «Волшебный микрофон» и выступала членом жюри.
Работала на Красноярском телевидении: в 2008—2010 гг. в программе «Молодежный форум» на телеканале Енисей регион; в 2010—2011 гг. вела рубрику «Тренды» на ТВК; в 2011—2014 гг. вела авторскую программу «Личный опыт» на 7 канале — в качестве телеведущей и автора программы.
С 2010 года постоянная ведущая правительственных концертов, официальных и корпоративных мероприятий крупнейших компаний — СУЭК, Ванкор-Нефть, РУСАЛ, РЖД, СГК и другие, торжественных церемоний, проводимых губернатором Красноярского края, лицами, замещающими государственные должности края в правительстве и администрации губернатора, по вручению государственных, краевых и прочих наград. За активную работу в Краевых проектах была дважды награждена премией главы администрации Октябрьского района города Красноярска в номинации «Искусство и культура» и неоднократно получала благодарственные письма: губернатора Красноярского края, министра спорта, туризма и молодёжной политики Красноярского края, министра культуры Красноярского края, руководителя агентства по реализации программ общественного развития и молодёжных проектов Красноярского края. В 2023 году выступила ведущей церемонии вручении театральной премии «Музыкальное сердце театра».
Пробовалась в мюзикл «Красавица и чудовище» компании «Стейдж Энтертеймант», отказалась играть в 2014 году. В 2015 году солистка кавер-группы «Снасти». В 2016 году вышла книга, посвящённая 80-летию Емельяновского района с целой страницей о певице.

### Личная жизнь
С 17 июля 2015 по 19 марта 2021 состояла в браке с адвокатом и следователем Денисом Вишневским (21 августа 1984 г.р.) в Красноярске. Сын — Лев, родился 17 июня 2016 года, с 2024 года играет маленького Альбера Мондего в Санкт-Петербургском театре музыкальной комедии.
С окончания 2020 года состоит в отношениях с земляком, бизнесменом, рэпером Денисом Давыдовым (Dan Davydov) (15 июня 1987 г.р.). Проживают в Санкт-Петербурге, воспитывают не общих детей Льва и Алису (22 ноября 2013 г.р.).

### Творчество
В 2006 году сыграла первую роль Феи в сказке-мюзикле «Золотая принцесса» на музыку группы АВВА.
С 2008 по 2010 год становилась лауреатом молодежных Дельфийских игр, дважды лауреатом премии Президента РФ, завоевывала «золото» за «Вокальное исполнение, соло» международного конкурса «Fashion House International» в Москве, Гран-при в номинации «Таланты» и золотой медали и премии Гран-При международного форума моделей и талантов «International Forum Models and Talent» в Алании, Турции.
В 2009 году на Чемпионате Мира WCOPA в Лос-Анджелесе завоевала серебряную медаль за вокальное мастерство в номинации «поп-музыка» и медаль-поощрение за наибольшее число приглашений от продюсеров, которые судили конкурс.
С 2010 по 2019 год работала в Красноярском музыкальном театре как актриса мюзиклов.
В декабре 2010 года Анастасия получила главную роль княжны Елизаветы Таракановой в мюзикле Кима Брейтбурга и Карена Кавалеряна «Голубая Камея» в Красноярском музыкальном театре, отправившись на кастинг по совету мамы — директора Дворца культуры в Емельянове и её начальника Владимира Тихоновича.
В 2012 году победила во Всероссийском отборочном прослушивании и представила Россию на XXI международном фестивале искусств «Славянский базар в Витебске», заняв 11 место на конкурсе и получив премию Парламентского собрания союза Белоруссии и России.
В 2013 году была приглашена на главную роль Терезы в новый мюзикл Красноярского музыкального театра «Казанова».
Спустя год получила сразу две главные роли: Принцессы в спектакле «Обыкновенное чудо» и Кончиты в мюзикле «Юнона и Авось» соответственно в октябре.
В 2016—2017 гг. руководила собственной творческой мастерской в Красноярске, обучая эстрадному вокалу, основам актерского мастерства, сценической речи, мастерству ведущих событий, другим современным музыкальным направлениям. В 2019 году, переехав из Красноярска в Москву, проводит мастер-классы и индивидуальные занятия по вокалу, подбирает репертуар, записывает песни, снимает клипы ученикам.
В 2015—2016 гг. играла Энни Спетчер в спектакле Музыкального театра «Здравствуйте, я ваша тетя».
В 2017 году приняла участие в отборе на шоу «Песни» на канале ТНТ. В марте 2018 года с песней «Move like you stole it» прошла в следующий этап и музыкальном шоу «Голос-8» в 2019 на «Первом канале».
С 2018 по 2019 год пела в Красноярской филармонии.
В 2019 году успешно прошла кастинг в московский новогодний мюзикл «Хрустальное сердце», в котором сыграла роль ледяной ведьмы Аскольды.
В феврале 2020 года дебютировала в роли Маргариты в питерском мюзикле «Мастер и Маргарита» театра «ЛДМ. Новая сцена».
В марте 2020 года во время выступления на приеме губернатора края Владимир Владимиров в честь Международного женского дня упала в оркестровую яму в 3 метра, допевая песню.
В 2020—2022 гг. исполняла главные партии в спектаклях «Алмазная колесница» (О-Юми) и «Демон Онегина» (Татьяна Ларина) с апреля 2021 года.
С сентября 2021 года играет главную роль Натали Чарской (Пиковой Дамы) в питерском мюзикле «Дама Пик». В 2023 году выдвигалась на российскую национальную премию «Музыкальное сердце театра» в номинации «Лучшая исполнительница главной роли» за роль Наталии Чарской.
С ноября 2021 года исполняет главную роль Маркизы Де Мертей в московском мюзикле Глеба Матвейчука и Карена Кавалеряна «Опасные связи».
С 2022 года участвует в спектаклях-концертах «Хиты Бродвея и не только» Санкт-Петербургского театра музыкальной комедии.
С июня 2022 года играет главную роль Королевы в мюзикле Глеба Матвейчука и Ольги Субботиной «Алиса и Страна чудес» в Санкт-Петербургском театре музыкальной комедии.
В декабре 2022 года в Санкт-Петербургском театре музыкальной комедии состоялась мировая премьера мюзикла «Пётр I» с участием Анастасии в главной роли Екатерины I. В марте 2023 года прошла в финал голосования на премию фестиваля мюзикла «X40» как «Любимая артистка, по мнению зрителей». С января 2025 года исполняет роль леди Капулетти в мюзикле «Ромео и Джульетта».
В апреле 2023 года в Санкт-Петербургском театре музыкальной комедии состоялась премьера в музыкальном спектакле «Я ненавижу Гамлета» в главной роли Олеси и с декабря в мюзикле «Остров сокровищ» в роли Сирены, участница гала-концертов мировых шлягеров, в июне «Граф Монте-Кристо» в роли Мерседес Эрреры и в октябре в роли Жюстин Мориц в мюзикле «Франкенштейн» Романа Игнатьева и Алексея Франдетти. С июня исполнительница главной роли Генриетты в ДК им. Горького в мюзикле «Казанова» Ильи Архипова и Алексея Франдетти.
В июне 2023 года приняла участие в квартирнике в клубе ценителей музыкального театра «Славная квартира» у ведущего Вячеслава Штыпса.
С 21 марта 2024 года исполняет главную роль Хозяйки Медной горы в одноименном мюзикле Глеба Матвейчука.
15 сентября 2024 года выступила на концерте Ростислава Колпакова «ARTISTOCRAT» во Дворце «Олимпия», Санкт-Петербург, 18 марта 2025 на концерте Антона Авдеева в КЗ «Колизей-Арена», вместе с Иваном Ожогиным артисты стали гостями первого большого сольного концерта Анастасии «Без масок» 23 февраля 2025 во Дворце «Олимпия».
В декабре 2024 года приняла участие в проекте «АртМафия Show» и в сентябре 2025 в шоу «Караоке Камикадзе». 20 июля приняла участие с Иваном Ожогиным в торжественном закрытии XXXII международного музыкального фестиваля «Дворцы Санкт-Петербурга» в концерте «Золотые страницы мюзиклов» с ленинградским симфоническим оркестром под управлением дирижёра Михаила Голикова.
С 9 января 2019 года запустила новый авторский музыкальный проект NAIA, выпуская под этим псевдонимом песни и клипы на музыкальных платформах: дебютный сингл «Выход» и «Не стану другой» (2018), «Отпускаю» и «Временно» (2019), «Вера» (2021). Совместно с Den Davydov, в 2021-м выпускают в дуэте клипы и песни «Если», «Пламя», «Мгновения» (кавер версия «17 мгновений весны») для участия в фестивале «Саундрек», «Только дыши», посвященную защитникам Донбасса, «We will ROC you» к Олимпиаде. В мае 2021 года поет в саундтреке к остросюжетному сериалу «Капкан для монстра» на телеканале ТНТ, музыка Дмитрия Данькова.

## Отзывы
Мюзикл «Дама Пик»:
Великолепно играет графиню Чарскую в двух возрастах Анастасия Вишневская. Особенно поражает и покоряет её образ старой графини: присгорбленная временем, иссохшаяся, но знающая свою тайную силу и привыкшая покорять, она понимает, что время её почти исчерпано. И разговаривает с Германном каким-то таинственно-потусторонним голосом.
Людмила Лаврова. Мюзикл «Дама Пик» на сцене Театра ЛДМ // Belcanto : интернет-портал. — 2022. — 28 январь.
И Наталья Павловна заплатила за свою свободу дорогой ценой, став «рабыней колоды», как она себя называет, подойдя совсем близко к краю собственной жизни. Но пронеся через всю свою жизнь проклятье Дамы Пик, она больше не боится неизбежной смерти, она ждет ее, видя в ней покой и мир. Исполнив роль молодой и цветущей Натали в молодости актриса Анастасия Вишневская сыграла и уже увядающую Наталью Павловну, образ получился многогранным, трагическим, наполненным особой мудростью, которую можно постичь, лишь пройдя через те страдания и испытания, что выпали на долю Дамы Пик. Это перевоплощение потрясает и восхищает.
Алла Халитова. Не дайте себе стать колодой карт! // Звезда мюзикла : интернет-портал. — 2022. — 17 сентябрь.
«Дама Пик» собрала в касте как звезд жанра, так и молодых ярких артистов. Титульную роль играет Анастасия Вишневская – и блестяще справляется со сложными переходами характера, от строгой и чистой юной красавицы – к повредившейся рассудком несчастной женщине, от победительно-страстной мстительницы – к постаревшей, но не утратившей душевного пыла Графине (ее горькая ария о прошедшей жизни, со «старческим» оттенком в интонациях, производит сильное впечатление). Великолепный «большой» голос делает Анастасию безусловным центром спектакля.
Алиса Никольская. Показы мюзикла «Дама Пик» в Москве // Городские развлечения : интернет-журнал. — 2022. — 23 сентябрь.
Мюзикл «Алиса и Страна чудес»:
Антагонистом в истории по-прежнему остается Королева (Анастасия Вишневская), не претерпевшая изменений по сравнению с оригинальным произведением. Как и в книге, Королева хочет всех казнить, раздавая приказы об отрубании голов направо и налево. Анастасия Вишневская органична в этом образе: безжалостная, грозная, жестокая и при этом невероятно харизматичная. Пожалуй, единственное, чем отличается эта дама от книжного прототипа – своим желанием любить…
Любовь Марьина. Мюзикл «Алиса и Страна чудес»: Все это сон? // Около : интернет-журнал. — 2022. — 15 июнь.
Мюзикл «Пётр I»:
Обычно проходная персона второй жены Петра, императрицы Екатерины, стала второй после самого императора ролью в мюзикле. А ее песнь в лазарете при монастыре, наверное, самый вокально красивый номер спектакля — отдельное спасибо актрисе Анастасии Вишневской.
Евгений Хакназаров. Гоненье на Москву: мюзикл «Петр I» в петербургской Музкомедии // Культура : интернет-газета. — 2022. — 9 декабрь.
Невероятно интересен и силен дуэт Ожогина и Анастасии Вишневской-Екатерины. Стать и красота актрисы (особенно в императорском наряде), уроженки Красноярского края, несомненно приковывают внимание зрителей, а ее мощное сопрано удивительно созвучно ожогинскому тембру.
Екатерина Омецинская. Просто это Питер, детка… // АН-Петербург : интернет-портал. — 2022. — 12 декабрь.
На контрасте представляются нам две жены Петра: Евдокия (Юлия Дякина) и Екатерина (Анастасия Вишневская). И если первая наивная и простоватая, то вторая, в противовес, понимающая, страстная, отдающая всю себя отношениям.
Яна Квятковская. Пётр Первый: заглянуть за горизонт // MuseCube : интернет-портал. — 2022. — 12 декабрь.
Анастасия Вишневская в роли Екатерины соединяет черты лирической героини и героини-личности. Трудно в такую не влюбиться.
Алиса Никольская. Мюзикл «Петр I» в Санкт-Петербургском театре музыкальной комедии // Городские развлечения : интернет-журнал. — 2023. — 17 апрель.
Мюзикл «Хозяйка Медной горы»:
Хозяйка же у Анастасии Вишневской – Снежная Королева, статная, гордая, непобедимая, словно из горной породы высеченная. И только горячие чувства способны растопить каменное сердце. Что и происходит.
Алиса Никольская. Московская премьера мюзикла Глеба Матвейчука «Хозяйка Медной горы» // Городские развлечения : интернет-журнал. — 2024. — 29 май.
Мюзикл «Хорошенькое дельце, или непыльная работёнка»:
Самой прекрасной — во всех отношениях — оказалась Анастасия Вишневская в гротескном образе незадачливой невесты Эйлин Эвергрин. Вся в перьях и хищном блонде, с нарочитыми жестами и дурманными интонациями актриса была, что называется, sensational. Сплошное потрясение. Недаром наиболее яркая, дерзкая и популярная музыкальная цитата из Гершвина сопровождает именно эту героиню.
Евгений Хакназаров. Гершвин взахлеб: мюзикл «Хорошенькое дельце» в петербургской Музкомедии // Культура : интернет-газета. — 2025. — 22 июль.

## Работы в театре

### Красноярский музыкальный театр
- 2010 — 2019 — Мюзикл «Голубая Камея» — Княжна Елизавета Тараканова, главная роль
- 2013 — 2019 — Мюзикл «Казанова» — Тереза, главная роль
- 2014 — 2016 — Мюзикл «Обыкновенное чудо» — Принцесса, главная роль
- 2014 — 2016 — Мюзикл «Юнона и Авось» — Кончита, главная роль
- 2015 — 2016 — Мюзикл «Здравствуйте, я ваша тетя» — Энни Спетчер

### Musical Design Studio «Master Entertainment»
- 2019 — 2020 — Мюзикл «Хрустальное сердце» — Аскольда, главная роль (Центральный дом кино, Москва)

### Продюсерская компания «Makers Lab»
- С 2020 — Мюзикл «Мастер и Маргарита» — Маргарита, главная роль
- 2020 — 2022 — Мюзикл «Алмазная Колесница» — О-Юми, главная роль
- 2020 — 2022 — Мюзикл «Демон Онегина» — Татьяна Ларина, главная роль

### Творческий центр продвижения театра и кино «Глас Муз»
- С 2021 — Мюзикл «Дама Пик» — Натали Чарская / Пиковая Дама, главная роль[78]
- С 2023 — Мюзикл «Замок Синей Бороды»  — Жертва

### Театральная компанияГлеба Матвейчука
- С 2021 — Мюзикл «Опасные связи» — Маркиза де Мертей, главная роль
- С 2024 — Мюзикл «Хозяйка Медной горы» — Хозяйка Медной горы, главная роль

### Санкт-Петербургский театр музыкальной комедии
- С 2022 — Шоу-программа «Хиты Бродвея и не только…» — Люси, Нала, Салли, Элизабет, Нэнси, Али
- С 2022 — Мюзикл «Алиса и Страна чудес» — Королева, главная роль
- С 2022 — Мюзикл «Пётр I» — Екатерина I / Марта Скавронская, главная роль
- С 2023 — Музыкальный спектакль «Я ненавижу Гамлета» — Олеся, главная роль[79]
- С 2023 — 2024 — Мюзикл «Граф Монте-Кристо» — Мерседес Эррера, главная роль
- С 2023 — Мюзикл «Франкенштейн» — Жюстин Мориц / Невеста Создания
- С 2023 — Мюзикл «Остров сокровищ» — Сирена
- С 2023 — «Гала-концерт мировых шлягеров» — Али
- С 2025 — Мюзикл «Ромео и Джульетта» — Леди Капулетти
- С 2025 — Мюзикл «Хозяйка Медной горы» — Хозяйка Медной горы, главная роль
- С 2025 — Мюзикл «Хорошенькое дельце, или Непыльная работёнка» — Эйлин Эвергрин

### Авторский проектАлександра Рагулина
- С 2022 — Рок-опера «Графиня де Ля Фер» — Настоятельница монастыря / Анна Австрийская (Санкт-Петербург, Москва)

### Музыкальный театр им. Ф.И. Шаляпина
- С 2023 — Мюзикл «Казанова» — Генриетта, главная роль

## Награды
- 2008 — VII Молодежные Дельфийские игры России Номинация «Эстрадное пение» в возрастной группе «17-21» (Новосибирск) — Специальный диплом «За яркое воплощение темы «В семье – наше будущее»» 1 место[80]
- 2009 — Международный конкурс «Fashion House International» в номинации «Вокальный жанр» (Москва) — 1 место и Гран-при конкурса
- 2009 — VIII Молодежные Дельфийские игры России «Молодость России» Номинация «Эстрадное пение» в возрастной группе «17-21» (Самара) — 2 место
- 2009 — Всемирный чемпионат исполнительских видов искусств «World Championships Performing Arts» (Лос-Анджелес) в номинации «Поп-музыка» в возрастной категории 18-24 года — 2 место и медаль за наибольшее число приглашений от продюсеров[81]
- 2009 — II Международный форум моделей, талантов и дизайнеров «World Art & Fashion» в номинации «Вокал» (Турция)  1 место
- 2009 — Лауреат премии Президента РФ за творческие достижения, национальный проект «Образование»
- 2009 — Звание Народный Герой Емельяновского района
- 2010 — IX Молодежные Дельфийские игры России «Мы помним». Номинация «Эстрадное пение» в возрастной группе «17-21» (Московская область) — 3 место[82]
- 2010 — Лауреат премии Президента РФ за творческие достижения, национальный проект «Образование»
- 2012 — XXI Международный фестиваль искусств «Славянский базар в Витебске» — 11 место и Премия Парламентского собрания союза Белоруссии и России[83]
- 2021 — Медаль за участие в мероприятиях, приуроченных 75-летию Великой Победы
- 2021 — Благодарственное письмо Губернатора Красноярского края
- 2023 — Номинант премии фестиваля мюзикла «X-40» в номинации «Любимая артистка, по мнению зрителей» (по итогам онлайн-голосования) за роль Екатерины I в спектакле «Пётр I»
- 2023 — Номинант российской национальной премии «Музыкальное сердце театра» в номинации «Лучшая исполнительница главной роли» за роль Наталии Чарской / Дамы Пик в спектакле «Дама Пик»
- 2024 — Лауреат молодёжной премии Санкт-Петербурга в области художественного творчества за 2024 год в номинации «За достижения в области сценического творчества»[84]
- 2025 — Номинант XVIII ежегодной международной театральной премии зрительских симпатий «Звезда Театрала — 2025» в номинации «Лучшая женская роль. Спектакль для детей и юношества» за роль Хозяйки в мюзикле «Хозяйка Медной горы»